# Kika (1993)
Kika ist ein medienkritischer und satirischer Spielfilm von Pedro Almodóvar aus dem Jahr 1993. Der Film verwendet als Stilmittel unter anderem auch schwarzen Humor. Eine der Hauptrollen ist mit Peter Coyote besetzt. Premierendatum war in Deutschland der 17. März 1994.

## Handlung
Als der Fotograf Ramón zur Villa seiner Mutter kommt, vernimmt er zwei Schüsse und findet seine Mutter tot und seinen Stiefvater, den Autor Nicholas, verletzt vor. Dieser erklärt ihm, dass seine Verletzung von dem vergeblichen Versuch stamme, Ramóns Mutter am Selbstmord zu hindern.
Drei Jahre später lebt Ramón mit der Kosmetikerin Kika zusammen, die ihn kennengelernt hat, als sie den für tot gehaltenen Ramón im Auftrag von Nicholas geschminkt und damit wieder zurück ins Leben geholt hat. Als Nicholas eines Tages abgebrannt bei Ramón vor der Tür steht, bietet dieser ihm an, in sein Studio zu ziehen, das sich über der Wohnung von Ramón und Kika befindet. Eines Tages wird Kika in ihrer Wohnung von einem entflohenen Serienvergewaltiger und ehemaligen Pornodarsteller, der der Bruder ihres Hausmädchens Juana ist, überfallen und vergewaltigt. Zwar wird die Polizei von einem Voyeur anonym benachrichtigt, doch der Vergewaltiger kann mit dem Motorrad der ebenfalls benachrichtigten Fernsehjournalistin Andrea Caracortada (dt. Narbengesicht), Ramóns Exfreundin, entkommen. Diese filmt für ihre Sendung Das Schlimmste vom Tage mit der Kamera auf dem Kopf live Sensationsgeschichten und bedrängt Kika, die sie daraufhin der Wohnung verweist. Als in Das Schlimmste vom Tage Bilder von Kikas Vergewaltigung erscheinen und Ramón gesteht, als anonymer Voyeur diese Bilder geliefert zu haben, verlässt Kika ihn. Derweil hat Andrea von Nicholas, dem sie eine Auftragsarbeit übertragen hat, versehentlich ein Romanfragment, das von einer Serienmörderin handelt, erhalten. Anhand der ihr zur Verfügung gestellten Filme recherchiert Andrea, dass es sich bei den dargestellten Serienmorden tatsächlich um die Taten von Nicholas handelt. 
Beim Betrachten eines alten Filmes kommt Ramón dahinter, wie Nicholas seine Mutter umgebracht hat. Er sucht ihn in der Villa seiner Mutter auf und konfrontiert ihn mit der Wahrheit, erleidet dort aber einen Herzanfall. Kurz danach erscheint Andrea und dringt in die Villa ein. Andrea und Nicholas erschießen sich gegenseitig. Die wiederum kurze Zeit später eintreffende Kika holt Ramón ins Leben zurück, folgt aber in ihrem Wagen nicht dem Krankenwagen mit Ramón, sondern gabelt einen Anhalter auf, mit dem sie zu einer Hochzeitsfeier auf dem Lande fahren will.

## Hintergrund
Die extravaganten Kostüme, wie das von Andrea, wurden von Jean-Paul Gaultier und José María Cossío in Zusammenarbeit mit Gianni Versace entworfen.

## Kritik
„Der einzige Weg, meint Almodóvar, in dieser Welt zu überleben, ist, gute Miene zu bewahren. Die Beharrlichkeit, mit der seine Kika (Veronica Forqué) die perversen Machtspiele, die um sie herum lodern, immer wieder ins Positive zu wenden sucht, ist jedoch weder nur Ausdruck weiblicher Hingabebereitschaft noch weiblicher Naivität.“

„Eine schrille Farce, die verschiedene Genres mixt und sich in vielfältigen Provokationen ergeht, ohne eine wirkliche Analyse der angeprangerten Zeiterscheinungen leisten zu wollen.“

## Auszeichnungen
- 1994: Fotogramas de Plata – Best Movie Actress (Mejor Actriz de Cine) für Verónica Forqué
- 1994: Goya – Best Lead Actress (Mejor Actriz Principal) für Verónica Forqué
- 1994: Sant Jordi Awards – Audience Award – Best Film (Mejor Película Española) für Pedro Almodóvar
- 1995: Premios ACE – Cinema – Best Actress für Victoria Abril
- 1995: Premios ACE – Cinema – Best Supporting Actress für Rossy de Palma